# Kijowska Ochotnicza Drużyna Oficerska
Kijowska Ochotnicza Drużyna Oficerska (ros. Киевская офицерская добровольческая дружина) – ochotnicza jednostka wojskowa złożona z rosyjskich oficerów w siłach zbrojnych Hetmanatu.
Drużyna została sformowana w październiku 1918 r. w Kijowie spośród rosyjskich oficerów b. armii carskiej, którzy nie chcieli służyć w oddziałach złożonych z Ukraińców. Na jej czele stanął gen. Lew N. Kipriczew. Funkcję szefa sztabu pełnił gen. Dmitrij A. Dawydow. Liczebność jednostki osiągnęła stan pułku piechoty. Wchodziła w skład Mieszanego Korpusu Gwardii Narodowej armii Hetmanatu. Składała się z pięciu oddziałów piechoty, trzech oddziałów rezerwowych, których zdołały się sformować jedynie zawiązki, oddziału konnego i oddziału inżynierskiego. Dowódcą 1 Oddziału był gen. Iwanow, 2 Oddziału – płk Władimir S. Chitrowo, 3 Oddziału – płk Siergiej N. Krejton, 4 Oddziału – płk Fiodor W. Winberg i 5 Oddziału – płk Aleksandr P. Grews. Podobne drużyny oficerskie powstawały też w innych miastach Ukrainy. Pełniły one w nich zadania ochronne, choć faktycznie ich rolą była samoobrona. W listopadzie-grudniu 1918 r. stały się faktycznie jedyną realną siłą wojskową hetmana Pawło Skoropadskiego, stawiając opór oddziałom atamana Semena Petlury, które obaliły Hetmanat. Po zajęciu Kijowa przez wojska petlurowskie drużyna została rozformowana. Część Rosjan aresztowano, części udało się przedostać do wojsk Białych walczących z bolszewikami. Grupa oficerów na czele ze sztabsrotmistrzem Leontiewem na pocz. 1919 r. weszła w skład 3 Pułku Liwieńskiego Rosyjskiego Korpusu Ochotniczego Najświatlejszego Księcia Lievena.